# Heribert IV de Vermandois
Herbert o Heribert IV de Vermandois, nascut vers el 1032, mort vers el 1080, va ser comte de Vermandois de 1045 a 1080 i comte de Valois de 1077 a 1080. Era fill d'Otó de Vermandois, comte de Vermandois, i de Pavia. Va succeir al seu pare el 1045, sent citat en el moment de la consagració del rei Felip I de França; va heretar el 1077 d'una part dels feus del seu cunyat Simó de Vexin, bàsicament el comtat de Valois i els drets de Montdidier i Amienois i la senyoria de Péronne per cessió d'aquestos dominis a la seva germana Adelaida de Valois, esposa d'Heribert (casats vers 1060) i filla de Raül IV de Valois i III d'Amiens i Vexin.
D'aquest matrimoni van néixer:
- Eudes, dit l'Insensat, mort després 1085, qui va ser desheretat pel seu pare per ser dèbil d'esperit (probablement una mica retardat)
- Adelaida (vers 1062 † 1122), casada cap a 1080 amb Hug I el Gran (vers 1057 † 1102), comte de Vermandois i de Valois, fill d'Enric I, rei de França i d'Anna de Kíev.

## Font
Christian Settipani, La Préhistoire des Capétiens (Nouvelle histoire généalogique de l'auguste maison de France, vol. 1), éd. Patrick van Kerrebrouck, 1993 (ISBN 2-9501509-3-4)